# یویا آسانو
یویا آسانو (ژاپنی: 浅野 雄也؛ زادهٔ ۱۷ فوریهٔ ۱۹۹۷) یک بازیکن فوتبال اهل ژاپن است.
از باشگاه‌هایی که در آن بازی کرده‌است می‌توان به باشگاه فوتبال میتو هولیهوک و باشگاه فوتبال سانفریس هیروشیما اشاره کرد.